# Tamsica
Tamsica és un gènere d'arnes de la família Crambidae.

## Taxonomia
- Tamsica floricolans (Butler, 1883)
- Tamsica geralea (Meyrick, 1899)
- Tamsica homodora (Meyrick, 1899)
- Tamsica hyacinthina (Meyrick, 1899)
- Tamsica hydrophila (Butler, 1882)
- Tamsica oxyptera (Meyrick, 1888)